# Finska språkstriden
Den finska språkstriden syftar oftast på debatterna i Finland under 1920- och 1930-talen om den nya republikens två officiella språk: finska och svenska. Men diskussion och vissa stridigheter har förekommit ända sedan finskan på 1800-talet började utvecklas till ett fullvärdigt samhällsspråk och frågan väcktes huruvida den nya nationen skulle ha ett eller två språk.

## Storfurstendömets språkstrid
Det sena 1800-talet upplevde meningsskiljaktigheter mellan fennomaner och svekomaner - statsmän som Johan Vilhelm Snellman och Yrjö Sakari Yrjö-Koskinen å ena sidan och Axel Olof Freudenthal och Axel Lille å den andra. Striden handlade främst om vilket språk Finlands statstjänstemän och skolor borde fungera på. Eftersom de finskspråkigas rätt till samhällsservice, utbildning, domstolar och så vidare på finska knappast kunde förnekas - och flera folkräkningar gjorde många finlandssvenskar övertygande om att de så småningom skulle dö ut – inrättades också sådana samhällsinstitutioner på finska. Men de svenska institutionerna bestod och det officiella livet blev tvåspråkigt – samtidigt som det fick kämpa allt hårdare för att inte bli ryskt.
Meningsskiljaktigheterna rörde också principer: Fennomanerna betonade det finska folkets rätt och nationalismens idé "ett folk – ett språk – ett land", svekomanerna historien och sambandet med det övriga Europa (och civilisationen som utvecklats på indoeuropeiska språk) Till exempel skrev Zacharias Topelius 1867 att svenska språket var ”ett handtag, hvarmed vesteuropa fasthåller Finland – det är en af dessa bryggor till mänskligheten som hvarje folk behöfver”.
Ett fennomanskt svar blev historieböcker som Yrjö Koskinens Oppikirja Suomen kansan historiassa ('Lärobok i finska folkets historia') 1869, som skapade en bild av ett enhetligt finskt folk genom tiderna, med stark nedtoning av allt (positivt) inflytande från Sverige. Det kan nämnas att bägge grupper främst företräddes av svenskspråkiga, fast de fennomanska kulturkretsarna ofta strävade att byta till finska som hemspråk, förfinskade sina släktnamn och satte sina barn i de nygrundade finska läroverken, vilket resulterade i att nästa generation verkligen blev finskspråkiga. Yrjö Koskinen hette själv ursprungligen Georg Zacharias Forsman.

## Den nya republikens språkstrid
Den svåraste språkstriden stod på 1920- och 1930-talen, och rörde frågan om landet borde behålla sin officiellt tvåspråkiga karaktär eller inte. De svenskspråkiga var förstås alla för fortsatt tvåspråkighet, och den finska opinionen var delad. Nu var otvetydigt majoritetsspråket finska, men hur mycket större del skulle denna majoritet ha av samhällslivet? På vilka villkor skulle svenskan få fortsätta att existera? Vilka privilegier skulle bekämpas för att gottgöra tidigare orättvisor? Särskilt hård var striden om professurerna vid Helsingfors universitet, av vilka före självständigheten 1917 en oproportionerligt stor del var svenskspråkiga trots att majoriteten i studentkåren ända sedan 1880-talet bestod av studenter från finska läroverk. Några radikalnationalistiska studentorganisationer ställde krav på universitetets totala förfinskning men fick inte riksdagens majoritet med sig och utgången blev en kompromiss: universitetets tvåspråkiga karaktär fastslogs en gång för alla och en del professurer förblev svenskspråkiga.
Den språknationalistiska atmosfären som under denna tid kunde ge upphov till studentdemonstrationer, namninsamlingar, strejker på universitetet, sabotage mot tvåspråkiga skyltar och enstaka våldsdåd (stenkastning på svenska dagen, slagsmål skolpojkar emellan o.s.v.) anses ha tagit slut i och med andra världskriget, då det yttre trycket förde de två språkgrupperna närmare varandra och finlandssvenskarna fick tillfälle att på ett konkret sätt visa sitt patriotiska sinnelag.
Resultatet blev att Finlands officiella tvåspråkighet bekräftades, av riksdagar vars majoritet var moderat i språkfrågan. Finlandssvenskarna grundade en egen organisation, Svenska folktinget, att företräda svenskheten och finlandssvenskarna.
Under efterkrigstiden förekom inte mycket språkstrid. Också nu upptog relationen till Ryssland, Sovjetunionen, en större del av uppmärksamheten, och bevarad svenskhet - och ett nordiskt samhällssystem - var till och med ett argument mot sovjetiskt inflytande. Men sedan åtminstone 1990-talet har ibland hätska språkdebatter förekommit, oftast kring frågan om den obligatoriska undervisningen i svenska i finsk grundskola och gymnasium (ibland kallad "tvångssvenska").

## Strid om obligatorisk svenskundervisning i Finland
Det så kallade andra inhemska språket – svenska i finska skolor, finska i svenska skolor – är sedan grundskolereformen obligatoriskt för alla i skolundervisningen. Eftersom finskan i praktiken är det dominerande språket och goda kunskaper i finska är nära nog oumbärliga om man vill klara sig som en fullvärdig medlem av det finländska samhället även utanför den egna hembygden, har inga starka protester förekommit mot den obligatoriska finskundervisningen. Däremot förekommer sådana mot den obligatoriska svenskan.
De moderna språkdebatterna handlar oftare om nytta än om principer. Eftersom finsk- och svenskspråkiga oftast talar finska med varandra och man kan tala engelska med rikssvenskar (om man kan det), upplever tydligtvis inte en del av eleverna i de finska skolorna att de har någon större nytta av att läsa svenska som de ofta upplever som en ren formalitet och saknar verkligt intresse för. Den anglosaxiska populärkulturens dominans hjälper till och motiverar många att läsa engelska även om man inte råkar vara särskilt intresserad av språk, men någon motsvarande faktor som skulle lika kraftigt motivera en till att läsa svenska finns helt enkelt inte. Därför måste man antingen inse det förnuftsmässiga i att lära sig ett språk som man kan ha verklig nytta av i arbetslivet eller också måste man vara genuint intresserad av det svenska språket som sådant. Och tydligtvis finns det en del skolelever som varken ryms i den ena eller den andra kategorin.
Å andra sidan har antalet elever som talar både finska och svenska hemma vuxit markant under de senaste decennierna, särskilt i huvudstadstrakten. Av dessa har största delen svenskan som skolspråk, men det är uppenbart att sådana åtminstone till en viss grad tvåspråkiga elever som går i skola på finska har en helt annan inställning till svenskundervisningen än sådana som egentligen saknar all personlig anknytning till svenskan.